# リバー映画祭
リバー映画祭（River Film Festival、リバーフィルムフェスティバル）は、イタリア・パドヴァで毎年開催される国際映画祭。2006年に初開催された。毎年6月中旬頃、およそ2週間に渡って開催される。屋外の川沿いで夜に上映が行われる。